# Neredi u Beogradu 15. lipnja 1862.
Neredi u Beogradu 15. lipnja 1862. godine bili su građanski nemiri.
Podloga zbog koje su nastali je bio dvojni pravni sustav, uz postojeće vjerske netrpeljivosti. Prema unutarnjem uređenju Kneževine Srbije, za srpske podanike odnosno građane bile su nadležne srpske, a za osmanske podanike, odnosno građane osmanske vlasti. Bila je dovoljna mala iskra da se stvori veliki problem.
Neredi su izbili na Čukur česmi u Beogradu zbog banalne situacije, tj. tko ima prednost prilikom točenja vode: je li to osmanski ili srpski podanik? Došlo je do incidenta. Intervenirala je osmanska policija i srpska žandarmerija, izazvani su sukobi većih razmjera. Nije se moglo primijeniti situacija kao u drugim krajevima, gdje su u situacijama gdje su sukobljene strane u parnici bile osmanski i neosmanski podanik, jer je Srbija odbila mogućnost mješovitih sudova. Tursko je topništvo s kalemegdanske tvrđave četiri i pol sata bombardiralo beogradsku varoš na zapovjed zapovjednika osmanskog garnizona. Intervenirali su konzuli, kao predstavnici današnje međunarodne zajednice. Bilo je puškaranja u četvrtima gdje su stanovali muslimani. Srbi su upadali u turske kuće i pljačkali i ubijali, a muslimanima je bilo nesigurno prenoćiti u svom domu. Poslije tih narod je iz pretežno muslimanske varoši pobjegao u beogradsku tvrðavu. Utočište je našlo oko 600 muslimana.
Zbog nemira je sljedećeg mjeseca sazvana međunarodna konferencija čija je posljedica rješavanje Istočnog pitanja i iseljavanje muslimana iz Kneževine Srbije.